# 2006 en Océanie
Chronologie de l’Océanie
- 2002
- 2003
- 2004
- 2005
- 2006
- 2007
- 2008
- 2009
- 2010

Cet article concerne les événements thématiques qui se sont produits durant l'année 2006 en Océanie, sauf dans les pays ayant leur propre article.

## Événements

### Février
- 11 février : le Premier ministre tongien, le prince Tupou VI, démissionne soudainement. Il fut remplacé par intérim par Feleti Sevele, qui était alors ministre du Travail.
- 16 février : les Tokelau demeurent un territoire de la Nouvelle-Zélande à la suite d'un référendum d'auto-détermination ; une majorité de 60 % a voté en faveur de l'indépendance, mais une majorité des deux tiers était nécessaire pour que le référendum soit un succès.
- 27 février : plus du quart des soldats des Forces de défense du Timor oriental ont quitté au cours des semaines précédentes en protestation contre les conditions et les règles de promotion.

### Mars
- 2 mars : le groupe de travail des Nations unies sur les mercenaires demande aux Fidji et à la Papouasie-Nouvelle-Guinée la permission d'envoyer une équipe afin d'enquêter sur la présence d'anciens soldats fidjiens à Bougainville.
- 3 mars : le ministre du Transport et de l'Aviation civile de la Papouasie-Nouvelle-Guinée, Don Doyle, annonce une politique d'espace aérien libre qui permettrait à d'autres lignes aériennes de compétitionner avec Air Niugini sur des trajets internationaux vers et à partir de la Papouasie-Nouvelle-Guinée. La politique doit entrer en vigueur en 2007.
- 4 mars : un incendie endommage la centrale électrique de Papeete, résultant en une électricité limitée pour certaines régions de Tahiti pendant deux semaines.
- 8 mars : le président des Fidji, Josefa Iloilo, et son vice-président, Ratu Joni Madraiwiwi sont réélus (en) pour un autre mandat de cinq ans.
- 9 mars : le festival Pasifika (en) commence à Auckland en Nouvelle-Zélande. Il s'agit du plus grand événement communautaire des îles du Pacifique. Il dure pendant un mois et comprend des événements culturels, sportifs et d'affaires.
- 14 mars : le barrage du réservoir Ka Loko (en) à Kauai en Hawaï éclate, tuant un homme et faisant six disparus.
- 30 mars : Feleti Sevele est confirmé en tant que nouveau Premier ministre des Tonga.

### Avril
- 2 avril : le Parti pour la protection des droits de l'homme remporte les élections générales aux Samoa. Il était déjà le parti au pouvoir et son chef, Sailele Malielegaoi, le Premier ministre.
- 18 avril : l'annonce du nouveau Premier ministre des Salomon, Snyder Rini, mène à des émeutes à Honiara. L'Australie et la Nouvelle-Zélande promettent d'envoyer davantage de troupes afin de maintenir l'ordre.
- 20 avril : 15 000 personnes marchent à Nouméa en Nouvelle-Calédonie afin de protester contre le haut coût de la vie. La marche fait partie d'une grève de 24 heures appelée par plusieurs syndicats.

## Thématiques

### Sport
- 23 juin au 4 juillet : Jeux de la Micronésie de 2006